# Antonio Adamo
Antonio Adamo (Nápoles, 30 de julho de 1957) é um diretor de cinema pornográfico italiano. Venceu a edição de 2003 do AVN Award na categoria "Melhor diretor, lançamento estrangeiro" para o filme Gladiator I.